# Cyanotis hepperi
Cyanotis hepperi är en himmelsblomsväxtart som beskrevs av John Patrick Micklethwait Brenan. Cyanotis hepperi ingår i släktet Cyanotis och familjen himmelsblomsväxter.
Artens utbredningsområde är Nigeria. Inga underarter finns listade.